# ریوینیانو

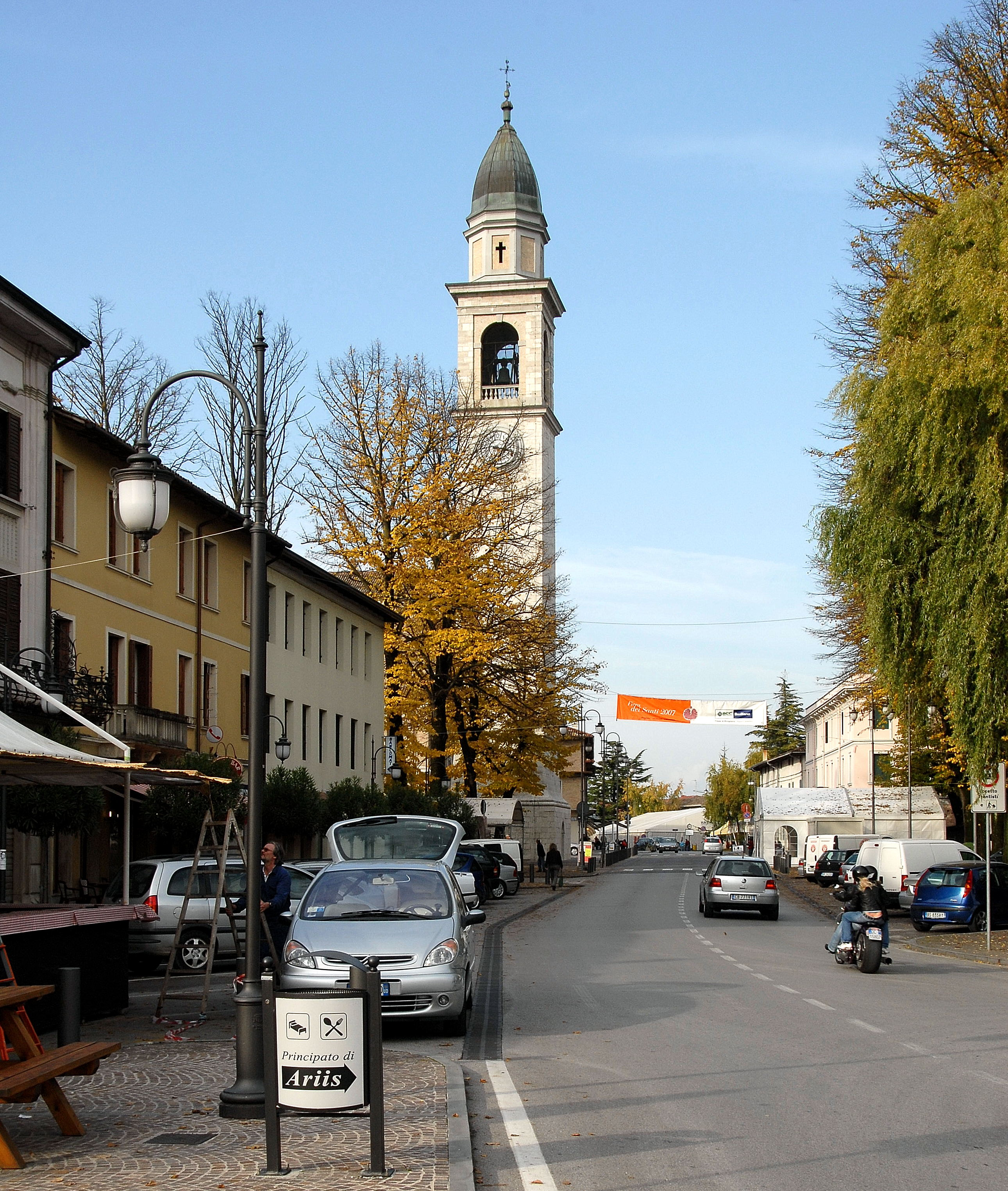
ریوینیانو

ریوینیانو (به ایتالیایی: Rivignano) یک کومونه در ایتالیا است که در استان اودینه واقع شده‌است.

## خصوصیات
ریوینیانو ۳۰٫۵ کیلومترمربع مساحت و ۴٬۲۶۹ نفر جمعیت دارد و ۱۶ متر بالاتر از سطح دریا واقع شده‌است.

## خواهرخوانده
شهر Pörtschach am Wörthersee خواهرخواندهٔ ریوینیانو هست.